# Klaus Frauenhoff
Klaus Frauenhoff (* 15. Juli 1967 in München) ist ein Generalmajor des Heeres der Bundeswehr und seit dem 19. Oktober 2021 Amtschef des Amtes für Heeresentwicklung in Köln.

## Militärische Laufbahn

### Ausbildung und erste Verwendungen
Frauenhoff trat 1986 als Wehrpflichtiger bei der 4./Panzergrenadierbataillon 113 in Cham in die Bundeswehr ein. Er wurde im selben Jahr als Soldat auf Zeit (SaZ 2) Reserveoffiziersanwärter der Panzergrenadiertruppe, bevor er 1989 als Offiziersanwärter bei der Instandsetzungsausbildungskompanie 6/4 in Pfreimd zur Instandsetzungstruppe wechselte. Von 1990 bis 1993 studierte er Maschinenbau an der Universität der Bundeswehr München. Es folgte 1994 bis 1996 eine Verwendung als Zugführer eines Instandsetzungszugs und als Instandsetzungsoffizier in der 2./ Instandsetzungsbataillon 4 in Regensburg. Von 1996 bis 1997 war Frauenhoff als Instandsetzungsoffizier für Zivilvergabe im Gebirgsinstandsetzungsregiment 8 in Regensburg eingesetzt. Es folgte 1997 bis 2001 eine erneute Verwendung beim Instandsetzungsbataillon 4, diesmal als Kompaniechef der 4. Kompanie. Von 2001 bis 2003 nahm Frauenhoff am Nationalen Lehrgang Generalstabs-/Admiralstabsdienst des Heeres an der Führungsakademie der Bundeswehr in Hamburg teil.

### Dienst als Stabsoffizier
Die erste Verwendung als Stabsoffizier führte Frauenhoff 2003 bis 2005 als Stabsoffizier beim Stabsabteilungsleiter Fü S IV (Logistik der Bundeswehr, ABC-Abwehr und Schutzaufgaben) in den Führungsstab der Streitkräfte nach Bonn. Von 2005 bis 2007 war er als Planungsstabsoffizier G3 beim Heeresführungskommando in Koblenz für die Übungen des 1. Deutsch-Niederländischen Korps, der NATO Response Force 10, sowie die Führungsübung des Heeresführungskommandos zuständig. Von 2008 bis 2009 war er als Bataillonskommandeur des Gebirgslogistikbataillons 8 in Füssen erneut in Führungsverantwortung. Es folgten 2010 bis 2012 Verwendungen als Generalstabsoffizier beim Chef des Stabes im Führungsstab des Heeres, Generalmajor Volker Halbauer, in Bonn, bzw. nach Umgliederung im Stab Inspekteur des Heeres / Kommando Heer in Koblenz. Von Januar 2013 bis September 2013 war Frauenhoff Abteilungsleiter G4 (Logistik) der 10. Panzerdivision in Sigmaringen. Von Oktober 2013 bis Dezember 2013 in derselben Verwendung bei der Division Süd, nach Umgliederung Division Luftbewegliche Operationen in Veitshöchheim. Von 2014 bis 2017 war Frauenhoff Chef des Stabes im Logistikkommando der Bundeswehr in Erfurt. Es schloss sich von April 2017 bis Juni 2018 eine Verwendung als Referatsleiter Planung I 5 (Multinationale Verteidigungsplanung NATO, EU und VN, Interoperabilität, Standardisierung) im Bundesministerium der Verteidigung mit Dienstsitz in Bonn an.

### Dienst als General
Am 21. Juni 2018 wurde Frauenhoff, als Nachfolger von Brigadegeneral Gert Nultsch, Kommandeur des Logistikzentrums der Bundeswehr in Wilhelmshaven. Auf diesem Dienstposten erhielt er auch selbst die Beförderung zum Brigadegeneral. Seit 19. Oktober 2021 ist Frauenhoff Amtschef des Amtes für Heeresentwicklung in Köln. Auf diesem Dienstposten wurde er zum Generalmajor befördert.

### Auslandseinsätze
- 2008/09  Kommandeur Logistikbataillon 21. DEU Einsatzkontingent KFOR

## Privates
Frauenhoff ist verheiratet.